# Promotional Tour
Promotional Tour je promotivna turneja kanadske pjevačice Avril Lavigne. Nastupala je u Europi, Aziji, Sjevernoj Americi i Meksiku. Turneja se kasnije nadovezala na Jingle Bell Christmas Tour.

## Datumi koncerata
| Sjeverna Amerika                    |                |                        |                                  |
| 16. veljače, 2007.                  | Calgary        | Kanada                 | Grand Theatre                    |
| 5. ožujka, 2007.                    | Los Angeles    | SAD                    | Yahoo Nissan Live Sets           |
| Europa                              |                |                        |                                  |
| 19. ožujka, 2007.                   | London         | Ujedinjeno Kraljevstvo | Scala                            |
| 25. ožujka, 2007.                   | Paris          | Francuska              | MTV Concert                      |
| 27. ožujka, 2007.                   | Paris          | Francuska              | Trabendo Concert                 |
| Azija                               |                |                        |                                  |
| 3. svibnja, 2007.                   | Hong Kong      | Kina                   | The Best Damn Thing Party        |
| Sjeverna Amerika                    |                |                        |                                  |
| 7. lipnja, 2007.                    | Las Vegas      | SAD                    | The Pearl                        |
| Europa                              |                |                        |                                  |
| 22. lipnja, 2007.                   | Paris          | Francuska              | Le Zénith                        |
| 26. lipnja, 2007.                   | Madrid         | Španjolska             | Prince Circus                    |
| 28. lipnja, 2007.                   | Amsterdam      | Nizozemska             | Hotel Arena                      |
| 1. srpnja, 2007.                    | Gotenburg      | Švedska                | Pier Pressure                    |
| 7. srpnja, 2007.                    | Nass           | Irska                  | Oxegen Festival                  |
| 8. srpnja, 2007.                    | Kinross        | Ujedinjeno Kraljevstvo | T In The Park                    |
| 10. srpnja, 2007.                   | Lucerne        | Švicarska              | Moon and Stars Festival          |
| 11. srpnja, 2007.                   | Frankfurt      | Njemačka               | Opernplatz                       |
| 12. srpnja, 2007.                   | Hamburg        | Njemačka               | Stadtpark                        |
| 14. srpnja, 2007.                   | Istanbul       | Turska                 | Masstival Festival               |
| 17. srpnja, 2007.                   | Atena          | Grčka                  | Fly Beeyond Festival             |
| 18. srpnja, 2007.                   | Rim            | Italija                | Ippodromo delle Capannelle       |
| 19. srpnja, 2007.                   | Bern           | Švicarska              | Gurtenfestival                   |
| Azija                               |                |                        |                                  |
| 11. kolovoza, 2007.                 | Osaka          | Japan                  | Summer Sonic Festival            |
| 12. kolovoza, 2007.                 | Tokio          | Japan                  | Summer Sonic Festival            |
| 15. kolovoza, 2007.                 | Shanghai       | Kina                   | Qizhong Forest Sports City Arena |
| 18. kolovoza, 2007.                 | Hong Kong      | Kina                   | AsiaWorld Arena                  |
| 11. listopada, 2007.                | Moskva         | Rusija                 | B1 Maximum Club                  |
| Meksiko                             |                |                        |                                  |
| 19. listopada, 2007.                | Guadalajara    | Jalisco                | Telmex Auditorium                |
| 21. listopada, 2007.                | Monterrey      | Nuevo Leon             | Auditorio Coca Cola              |
| 23. listopada, 2007.                | Meksiko        | D.F.                   | Palacio de los Deportes          |
| Sjeverna Amerika (Jingle Bell Tour) |                |                        |                                  |
| 28. studenog, 2007.                 | Montreal       | Kanada                 | Centre Bell                      |
| 1. prosinca, 2007.                  | Stockton       | SAD                    | Stockton Arena                   |
| 2. prosinca, 2007.                  | Burnaby        | Kanada                 | Best Buy besplatan koncert       |
| 3. prosinca, 2007.                  | Portland       | SAD                    | Rose Garden Arena                |
| 5. prosinca, 2007.                  | Council Bluffs | SAD                    | Mid-America Center               |
| 7. prosinca, 2007.                  | Minneapolis    | SAD                    | Target Center                    |
| 9. prosinca, 2007.                  | Houston        | SAD                    | Toyota Center                    |
| 10. prosinca, 2007.                 | Duluth         | SAD                    | Arena at Gwinnett Center         |
| 13. prosinca, 2007.                 | Boston         | SAD                    | Tsongas Arena                    |
| 14. prosinca, 2007.                 | New York       | SAD                    | Madison Square Garden            |
| 16. prosinca, 2007.                 | Camden         | SAD                    | Susquehanna Bank Center          |